# Ștefan Pongratz
Ștefan Pongratz (ur. 17 sierpnia 1930 w Aradzie) – rumuński wioślarz. 
Trzykrotnie startował na igrzyskach olimpijskich. Na  igrzyskach olimpijskich w 1952 w Helsinkach uczestniczył w wioślarskiej ósemce w składzie: Iosif Bergesz, Milivoi Iancovici, Ștefan Konyelicska, Gheorghe Măcinic, Ion Niga, Ștefan Pongratz, Alexandru Rotaru, Ștefan Somogy, Ion Vlăduț. Osada rumuńska odpadła po pierwszym repasażu.
Na igrzyskach olimpijskich w 1960 w Rzymie wystąpił w dwóch konkurencjach. Czwórka ze sternikiem w składzie: Martin Bieltz, Petre Milincovici, Ionel Petrov, Pongratz i sternik  Mircea Roger odpadła w półfinale, a czwórka bez sternika z Bieltzem, Petrovem, Pongratzem i Iosifem Vargą odpadła w repasażu. Na igrzyskach olimpijskich w 1964 w Tokio czwórka bez sternika (Pongratz, Ludovic Covaci-Borbely, Carol Vereș i Nichifor Tarara) zajęła 9. miejsce.
Startując w czwórce bez sternika zdobył złoty medal na mistrzostwach Europy w 1955 w Gandawie i brązowy medal na mistrzostwach Europy w 1957 w Duisburgu.